# 1998年飓风妮科尔
飓风妮科尔（英語：Hurricane Nicole）是1998年大西洋飓风季形成的最后一场飓风，系统于11月24日经亚速尔群岛以南的锋面低气压区发展而成，然后在朝西南偏西方向移动期间快速增强至每小时110公里风速。逐渐进入系统上空的上层低压槽产生强烈风切变，导致妮科尔很快降级成热带低气压。
低压槽过去后，气旋因外界大气环境中的风切变减少而稳步增强。受逐渐逼近的冷锋影响，妮科尔转向东北，并在进入水温异常温暖的洋面后达到飓风标准。12月1日，风暴达到风力时速135公里的最高强度，然后在北大西洋上空迅速减弱直至消散。截至2015年，有纪录以来在12月存在的大西洋飓风还只有5场，妮科尔便是其中之一。

## 源起
1998年11月下旬，亚速尔群岛以南数百英里海域有几乎没有移动的锋面低气压区持续存在。系统开始稳步朝西移动，中心附近发展出紧密包裹的对流带，估计系统于11月24日在亚速尔群岛热拉斯（Lajes）以南约1165公里洋面发展成本季第十四号热带低气压。气旋在朝西南偏西方向前进期间快速强化，仅成形6小时后就升级成热带风暴并获名“妮科尔”（Nicole）。风暴的规模很小，其热带风暴强度风场半径在刚升级时仅有95公里。
达到热带风暴强度数小时后，气旋中心以北不远处经过的一艘船只测得每小时66公里风速，确认系统已属热带风暴。受北侧的强烈中层高压脊影响，妮科尔继续朝西南偏西方向移动，其中心则位于大规模上层低气压区以内。这片低气压区在风暴上空产生少量垂直风切变，对于飓风季末期亚热带海域的天气系统来说，这种情况十分常见。气旋行经海域水温约为25℃，因此快速增强，中心有小规模深层对流组成的眼状特征，风速达到每小时115公里的第一波高峰。在此强度下保持约12小时后，有上层低压槽快速向东行进至妮科尔上方，产生强烈风切变。风暴因此减弱，其中心到11月25日晚已从逐渐消退的深层对流西侧暴露出来。受风切变影响，气旋的大部分对流都已消散，妮科尔因此于11月26日降级成热带低气压，美国国家飓风中心此时停止针对系统发布公告，认为气旋已不大可能再生。

## 再生

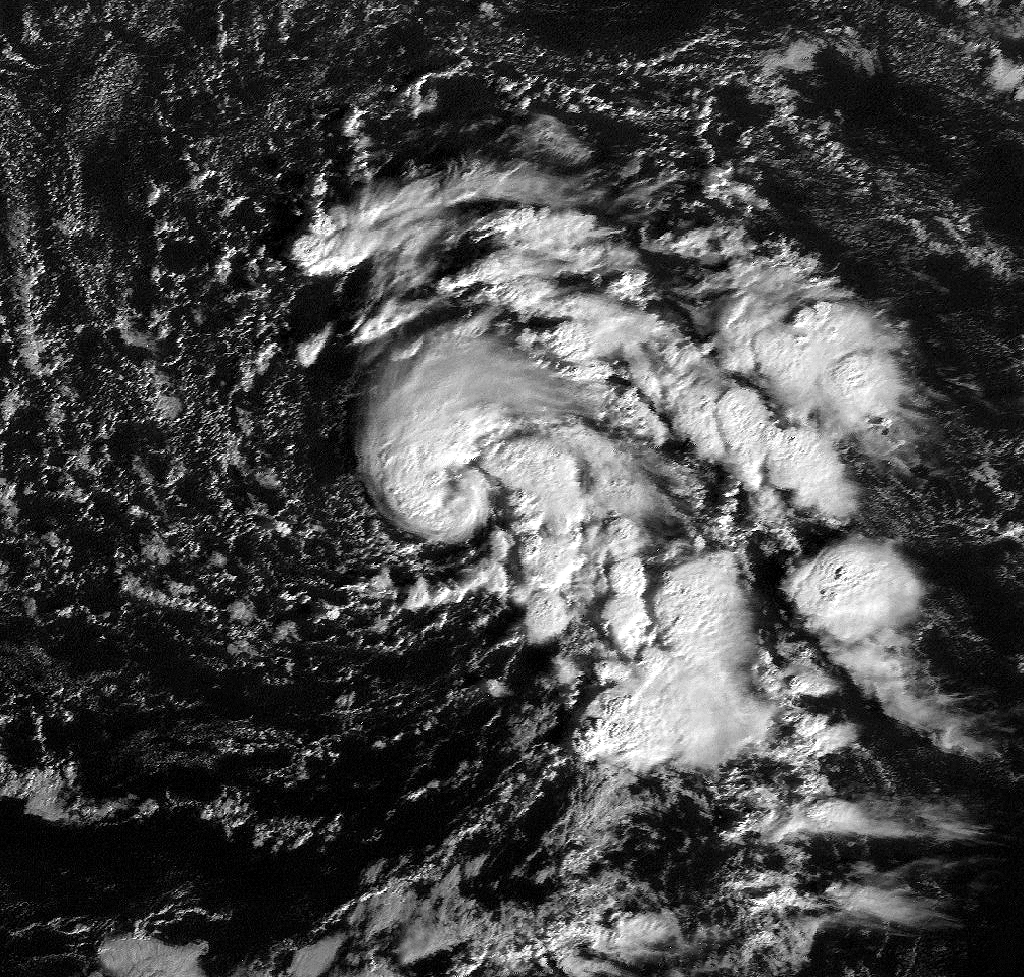
11月24日，热带风暴妮科尔达到风力时速110公里强度。

低气压区转向西进，经过低压槽后，妮科尔上空有高压脊成形，导致风切变减少，风暴上空重新发展出深层对流。美国国家飓风中心于11月27日重新开始针对加那利群岛西南偏西方向约2440公里海域的妮科尔发布公告。下层环流起初从对流西南一侧暴露出来，但风暴还是迅速强化，并于11月27日晚出人意料地再度达到热带风暴强度。妮科尔的中心接下来由对流包裹起来，上空还发展出反气旋。系统开始发展带状特征，外流层次分明。受逐渐逼近的冷锋影响，风暴转向北上，于11月28日到达百慕大东北偏东方向约1800公里洋面，这也是妮科尔移动路线中最偏东面的位置。
转向东北后，受逐渐逼近的锋产生的风切变影响，气旋略有减弱，中心位于对流西部边缘附近。虽然有风切变的不利影响，但在上层分流的维护下，妮科尔的对流得以持续，对流内还发展出眼状特征。风暴因行经洋面水温比正常水平要高2至3℃而得以继续强化，于11月30日清晨在亚速尔群岛热拉斯西南偏西方向约2060公里海域达到飓风标准。风暴内已组织出接近完整的风眼墙，妮科尔于12月1日清晨达到风力时速135公里的最高强度。气旋转向北上并迅速弱化，于当天晚上在亚速尔群岛西北方向约460公里洋面转变成温带气旋。风暴残留沿更大规模环境的边缘向西北方向移动，于12月2日完全消散。

## 影响和纪录
飓风妮科尔存在期间自始至终距陆地都有数百英里，所以没有造成任何人员伤亡或财产损失。
妮科尔在12月达到飓风强度，是有纪录以来仅有的5场12月大西洋飓风之一。另外4场分别是1887年的无名飓风，1954年的飓风爱丽丝，1984年的飓风丽丽和2005年的飓风艾普塞朗。